# Paolo Barozzi

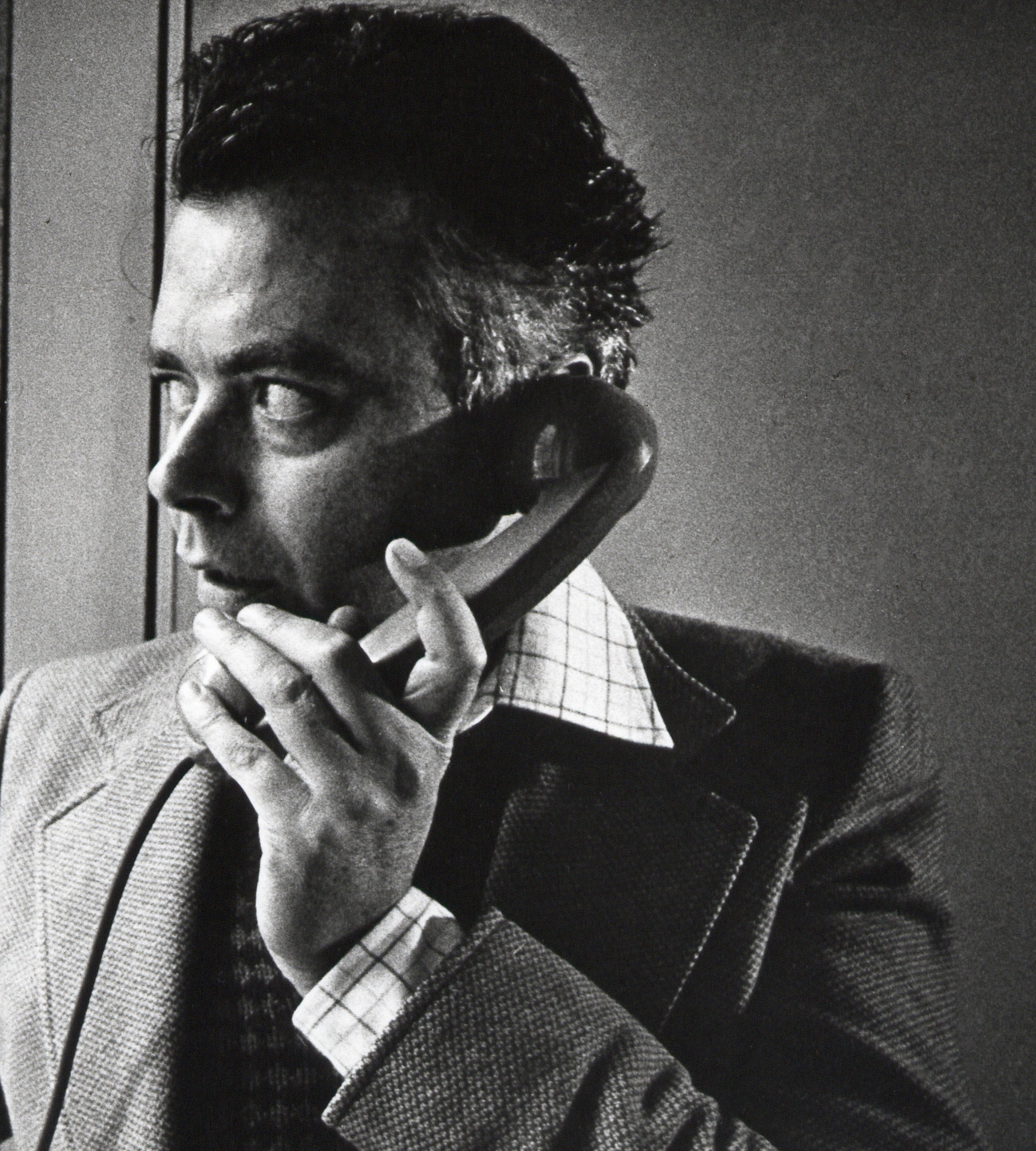
Paolo Barozzi

Paolo Barozzi (Venezia, 9 giugno 1935 – Milano, 1º dicembre 2018) è stato un direttore di galleria, scrittore e giornalista italiano.

## Biografia

### Gli esordi
Barozzi nacque da un'antica famiglia di noti antiquari, visse la sua infanzia tra Venezia e Milano e andò a Londra a studiare storia dell'arte, teatro e letteratura. Dopo il rientro in Italia iniziò a lavorare nel settore pubblicitario per lo studio Sigla di Milano, per Maria Visconti al Reader's Digest, e per i periodici Rizzoli. Partecipò al movimento La Parrucca (1953 – 1965) di Alessandro Mossotti, collaborando alla rivista e frequentando la redazione dove poté incontrare Luciano Anceschi, Alberto Arbasino, 
Nanni Balestrini, Dino Buzzati e altri personaggi della cultura Italiana del tempo.

### L'incontro con Peggy Guggenheim
Nel 1959, incontrò  a Venezia la collezionista statunitense Peggy Guggenheim. Da allora furono legati da un lungo rapporto di lavoro e profonda amicizia.  Iniziò così il suo primo lungo soggiorno negli Stati Uniti, lavorando tra Dallas e New York, cui seguiranno viaggi a Londra e Parigi. Dal 1961 al 1967 lavorò come segretario personale di Peggy Guggenheim e come assistente alla Peggy Guggenheim Collection  con l'incarico di gestire la galleria dei giovani artisti, allestita nel seminterrato del Palazzo Venier dei Leoni. Alla collezionista statunitense ha dedicato libri e un profilo in Gli americani e l'Italia, a cura di Sergio Romano, Milano, Libri Scheiwiller, 1993.

### L'attività di gallerista
Nel 1960, su consiglio di Peggy Guggenheim, organizzò la sua prima mostra d'arte primitiva africana. In questa occasione conobbe Stanley Marcus, proprietario del grande magazzino di Dallas, che lo invitò a occuparsi dell'organizzazione della mostra dedicata agli artisti Italiani che si tenne nel grande magazzino durante le due settimane dedicate al Made in Italy. Dal 1966 al 1980 Barozzi diresse proprie gallerie d'arte moderna a Venezia e a Milano organizzando mostre personali e collettive di alcuni dei più importanti artisti internazionali come Josef Albers, Piero Dorazio, Jasper Johns, Mario Merz, Gastone Novelli, Dennis Oppenheim, Robert Rauschenberg, Mimmo Rotella, Jesús-Rafael Soto, Victor Vasarely, Andy Warhol, Joseph Kosuth, e molti altri. Dopo il 1980 curò mostre di artisti presso musei e esposizioni italiane (la mostra personale del pittore statunitense William Congdon al Museo Querini Stampalia di Venezia) e straniere.
Negli anni 2000 prosegue la sua attività di gallerista nel suo studio milanese esponendo sia giovani artisti che maestri dell'arte contemporanea italiana.

### L'attività di giornalista e scrittore
Nel 1962 iniziò a collaborare a Il Mondo di Pannunzio con una serie di articoli e interviste ad artisti e personaggi del mondo dell'arte e della letteratura, come Baron Corvo, Freya Stark, William Burroughs, Peggy Guggenheim e altri. È stato corrispondente per TIME e Life da Venezia. I suoi articoli sono apparsi su Il Mondo, Tempo presente, Nuovi Argomenti, Comunità, Vogue, Harper's Bazaar, Business Art, Domus e altre testate.
È stato autore di numerosi saggi sull'arte e sui suoi protagonisti. In particolare la sua attività si è spesso concentrata sulla figura di Peggy Guggenheim. Ha scritto anche due volumi sulla sua città, Venezia.
È morto a Milano il 1º dicembre 2018

## Opere principali
- Il sogno americano, Padova, Marsilio editore, 1970
- Voglio essere una macchina: (la fotografia in Andy Warhol), quattro fotografie di Ugo Mulas,  Milano, All'Insegna del Pesce d'Oro, 1979
- Viaggio nell'arte contemporanea, prefazione di Goffredo Parise, Milano, All'insegna del pesce d'oro, 1981
- Peggy Guggenheim – Una donna, una collezione, Venezia, Milano, Rusconi, 1983
- La Divin Marchesa (La Marchesa Casati a Venezia), Bologna, Ritz Saddler Editore 1986
- Con Peggy Guggenheim tra storia e memoria Milano, Christian Marinotti Edizioni,  2001 (seconda edizione 2004)
- Peggy Guggenheim collection, New York, Assouline, 2005 (edizione bilingue inglese-francese)
- Venezia Leggendaria, Pasian di prato, Campanotto Editore, 2009
- Venezia luogo della mente, Pasian di prato, Campanotto Editore, 2009
- Andy Warhol ed Io Cartoline dal tempo della Pop Art, Milano, Christian Marinotti Edizioni, 2009
- Voglio essere una macchina. La fotografia di Andy Warhol, ristampa aggiornata, Pasian di prato, Campanotto Editore, 2011
- Viaggio nell'arte contemporanea, ristampa aggiornata, Pasian di prato, Campanotto Editore, 2011
- Peggy Guggenheim. Una donna, una collezione, Venezia, prefazione di Fernanda Pivano, ristampa aggiornata, Pasian di prato, Campanotto Editore, 2011
- Da Duchamp agli Happening. Articoli pubblicati su Il Mondo di Pannunzio e altri scritti, prefazione di Gillo Dorfles, Pasian di prato, Campanotto Editore, 2013